# روکاکو یوشیسوکه
روکاکو یوشی‌هارو (به ژاپنی: 六角義治)، روکّاکو یوشی‌سوکه (به ژاپنی: 六角義介 Rokkaku Yoshisuke); – ۱ ژانویهٔ ۱۶۱۲) پسر روکاکو یوشیکاتا و یک سامورایی اهل ژاپن بود.